# Permetrina
Permetrina é um composto sintético utilizado em inseticidas, repelentes e acaricidas. Aplicado de forma tópica em concentração de 5% no tratamento escabiose e piolhos. 
Afecta os canais de sódio, aumentando o tempo médio de abertura destes, levando assim, à hiperexcitabilidade e, consequentemente à morte do parasita. Pertence ao tipo I, classe de acaricidas e inseticidas piretróides e actua também como um repelente.
A permetrina de grau farmacêutico adequado para uso humano e veterinário está disponível comercialmente a partir de empresas como a VAV Ciências da Vida, na Índia e Dow Chemicals, USA.
A permetrina foi descoberta em 1972. Encontra-se na Lista de Medicamentos Essenciais da Organização Mundial da Saúde (OMS). Em 2022, foi o 351.º medicamento mais prescrito nos Estados Unidos, com mais de 40.000 prescrições.